# Asamblea de Representantes de Yemen
La Asamblea de Representantes de Yemen (Majlis al-Nuwaab) es el órgano legislativo del país junto a la Shura. Está compuesta por 301 miembros, elegidos para seis años en circunscripciones de un solo diputado. Se disolvió el 6 de febrero de 2015 después de que los Houthis se hizo cargo de Yemen.
La última elección tuvo lugar en 2003. Una elección se fijó para el 27 de abril de 2009, pero el presidente Ali Abdullah Saleh los aplazó por dos años el 24 de febrero de 2009. Sin embargo, tampoco tuvieron lugar el 27 de abril de 2011 y se planificó celebrar La próxima elección presidencial, en febrero de 2014. En enero de 2014, la última reunión de la Conferencia Nacional de Diálogo (NDC) anunció que ambas elecciones se habían retrasado, y se produciría dentro de los nueve meses de un referéndum sobre una nueva constitución que aún no había sido redactada. Sin embargo, tanto los representantes de GPC como de Houthi de la Autoridad Nacional para el Monitoreo de la Implementación de los Resultados de NDC se han negado a votar la nueva constitución elaborada por el comité de redacción de la constitución, que la presentó en enero de 2015.
En febrero de 2015, los Houthis disolvieron brevemente el parlamento antes de que supuestamente acordaran reintegrar a la asamblea de 301 miembros en conversaciones negociadas por la ONU. Bajo el acuerdo, será aumentado por un "consejo transicional del pueblo" que sirve como la cámara alta.

## Composición de la Asamblea
| Partido                               | Diputados |
| Congreso General del Pueblo           | 170       |
| Congregación Yemení para la Reforma   | 44        |
| Partido Socialista de Yemen           | 8         |
| Organización Unida del Pueblo Nasseri | 3         |
| Partido Socialista Árabe Refundado    | 1         |
| Independientes                        | 43        |
| Vacantes                              | 32        |